# AFI’s 100 Years…100 Movies (10. rocznica)
AFI’s 100 Years…100 Movies – 10th Anniversary Edition – zaktualizowana wersja listy stu najlepszych filmów AFI, która po raz pierwszy została ogłoszona w 1998.

## Lista
| Pozycja | Lista z 1998 roku                        | Reżyseria | Rok  | Zmiana w 2007 |  | Zmiana z 1998 | Lista z 2007 roku                        | Reżyser                                 | Rok  | Wytwórnia                                           |
| ------- | ---------------------------------------- | --- | ---- | ------------- |  | ------------- | ---------------------------------------- | --------------------------------------- | ---- | --------------------------------------------------- |
| 1.      | Obywatel Kane                            | Orson Welles | 1941 |               |  |               | Obywatel Kane                            | Orson Welles                            | 1941 | RKO Pictures                                        |
| 2.      | Casablanca                               | Michael Curtiz | 1942 | 1             |  | 1             | Ojciec chrzestny                         | Francis Ford Coppola                    | 1972 | Paramount                                           |
| 3.      | Ojciec chrzestny                         | Francis Ford Coppola | 1972 | 1             |  | 1             | Casablanca                               | Michael Curtiz                          | 1942 | Warner Brothers                                     |
| 4.      | Przeminęło z wiatrem                     | Victor Fleming, George Cukor i Sam Wood | 1939 | 2             |  | 20            | Wściekły Byk                             | Martin Scorsese                         | 1980 | United Artists                                      |
| 5.      | Lawrence z Arabii                        | David Lean | 1962 | 2             |  | 5             | Deszczowa piosenka                       | Gene Kelly i Stanley Donen              | 1952 | Metro Goldwyn Mayer                                 |
| 6.      | Czarnoksiężnik z krainy Oz               | Victor Fleming | 1939 | 4             |  | 2             | Przeminęło z wiatrem                     | Victor Fleming, George Cukor i Sam Wood | 1939 | MGM (dystrybutor) i Selznick International Pictures |
| 7.      | Absolwent                                | Mike Nichols | 1967 | 10            |  | 2             | Lawrence z Arabii                        | David Lean                              | 1962 | Columbia                                            |
| 8.      | Na nabrzeżach                            | Elia Kazan | 1954 | 11            |  | 1             | Lista Schindlera                         | Steven Spielberg                        | 1993 | Universal                                           |
| 9.      | Lista Schindlera                         | Steven Spielberg | 1993 | 1             |  | 52            | Zawrót głowy                             | Alfred Hitchcock                        | 1958 | Paramount                                           |
| 10.     | Deszczowa piosenka                       | Gene Kelly i Stanley Donen | 1952 | 5             |  | 4             | Czarnoksiężnik z krainy Oz               | Victor Fleming                          | 1939 | Metro Goldwyn Mayer                                 |
| 11.     | To wspaniałe życie                       | Frank Capra | 1946 | 9             |  | 65            | Światła wielkiego miasta                 | Charlie Chaplin                         | 1931 | United Artists                                      |
| 12.     | Bulwar Zachodzącego Słońca               | Billy Wilder | 1950 | 4             |  | 84            | Poszukiwacze                             | John Ford                               | 1956 | Warner Brothers                                     |
| 13.     | Most na rzece Kwai                       | David Lean | 1957 | 23            |  | 2             | Gwiezdne wojny: część IV – Nowa nadzieja | George Lucas                            | 1977 | 20th Century Fox                                    |
| 14.     | Pół żartem, pół serio                    | Billy Wilder | 1959 | 8             |  | 4             | Psychoza                                 | Alfred Hitchcock                        | 1960 | Paramount                                           |
| 15.     | Gwiezdne wojny: część IV – Nowa nadzieja | George Lucas | 1977 | 2             |  | 7             | 2001: Odyseja kosmiczna                  | Stanley Kubrick                         | 1968 | Metro Goldwyn Mayer                                 |
| 16.     | Wszystko o Ewie                          | Joseph L. Mankiewicz | 1950 | 12            |  | 4             | Bulwar Zachodzącego Słońca               | Billy Wilder                            | 1950 | Paramount                                           |
| 17.     | Afrykańska królowa                       | John Huston | 1951 | 48            |  | 10            | Absolwent                                | Mike Nichols                            | 1967 | United Artists                                      |
| 18.     | Psychoza                                 | Alfred Hitchcock | 1960 | 4             |  | NOWOŚĆ        | Generał                                  | Buster Keaton i Clyde Bruckman          | 1927 | United Artists                                      |
| 19.     | Chinatown                                | Roman Polański | 1974 | 2             |  | 11            | Na nabrzeżach                            | Elia Kazan                              | 1954 | Columbia                                            |
| 20.     | Lot nad kukułczym gniazdem               | Miloš Forman | 1975 | 13            |  | 9             | To wspaniałe życie                       | Frank Capra                             | 1946 | RKO Pictures                                        |
| 21.     | Grona gniewu                             | John Ford | 1940 | 2             |  | 2             | Chinatown                                | Roman Polański                          | 1974 | Paramount                                           |
| 22.     | 2001: Odyseja kosmiczna                  | Stanley Kubrick | 1968 | 7             |  | 8             | Pół żartem, pół serio                    | Billy Wilder                            | 1959 | United Artists                                      |
| 23.     | Sokół maltański                          | John Huston | 1941 | 8             |  | 2             | Grona gniewu                             | John Ford                               | 1940 | 20th Century Fox                                    |
| 24.     | Wściekły Byk                             | Martin Scorsese | 1980 | 20            |  | 1             | E.T.                                     | Steven Spielberg                        | 1982 | Universal                                           |
| 25.     | E.T.                                     | Steven Spielberg | 1982 | 1             |  | 9             | Zabić drozda                             | Robert Mulligan                         | 1962 | Universal International                             |
| 26.     | Dr. Strangelove                          | Stanley Kubrick | 1964 | 13            |  | 3             | Pan Smith jedzie do Waszyngtonu          | Frank Capra                             | 1939 | Columbia                                            |
| 27.     | Bonnie i Clyde                           | Arthur Penn | 1967 | 15            |  | 6             | W samo południe                          | Fred Zinnemann                          | 1952 | United Artists                                      |
| 28.     | Czas apokalipsy                          | Francis Ford Coppola | 1979 | 2             |  | 12            | Wszystko o Ewie                          | Joseph L. Mankiewicz                    | 1950 | 20th Century Fox                                    |
| 29.     | Pan Smith jedzie do Waszyngtonu          | Frank Capra | 1939 | 3             |  | 9             | Podwójne ubezpieczenie                   | Billy Wilder                            | 1944 | Paramount                                           |
| 30.     | Skarb Sierra Madre                       | John Huston | 1948 | 8             |  | 2             | Czas apokalipsy                          | Francis Ford Coppola                    | 1979 | United Artists                                      |
| 31.     | Annie Hall                               | Woody Allen | 1977 | 4             |  | 8             | Sokół maltański                          | John Huston                             | 1941 | Warner Brothers                                     |
| 32.     | Ojciec chrzestny II                      | Francis Ford Coppola | 1974 |               |  |               | Ojciec chrzestny II                      | Francis Ford Coppola                    | 1974 | Paramount                                           |
| 33.     | W samo południe                          | Fred Zinnemann | 1952 | 6             |  | 13            | Lot nad kukułczym gniazdem               | Miloš Forman                            | 1975 | United Artists                                      |
| 34.     | Zabić drozda                             | Robert Mulligan | 1962 | 9             |  | 15            | Królewna Śnieżka i siedmiu krasnoludków  | David Hand                              | 1937 | RKO                                                 |
| 35.     | Ich noce                                 | Frank Capra | 1934 | 11            |  | 4             | Annie Hall                               | Woody Allen                             | 1977 | United Artists                                      |
| 36.     | Nocny kowboj                             | John Schlesinger | 1969 | 7             |  | 23            | Most na rzece Kwai                       | David Lean                              | 1957 | Columbia                                            |
| 37.     | Najlepsze lata naszego życia             | William Wyler | 1946 |               |  |               | Najlepsze lata naszego życia             | William Wyler                           | 1946 | RKO i Samuel Goldwyn                                |
| 38.     | Podwójne ubezpieczenie                   | Billy Wilder | 1944 | 9             |  | 8             | Skarb Sierra Madre                       | John Huston                             | 1948 | Warner Brothers                                     |
| 39.     | Doktor Żywago                            | David Lean | 1965 | POZA          |  | 13            | Dr. Strangelove                          | Stanley Kubrick                         | 1964 | Columbia                                            |
| 40.     | Północ, północny zachód                  | Alfred Hitchcock | 1959 | 15            |  | 15            | Dźwięki muzyki                           | Robert Wise                             | 1965 | 20th Century Fox                                    |
| 41.     | West Side Story                          | Jerome Robbins i Robert Wise | 1961 | 10            |  | 2             | King Kong                                | Merian C. Cooper i Ernest Schoedsack    | 1933 | RKO                                                 |
| 42.     | Okno na podwórze                         | Alfred Hitchcock | 1954 | 6             |  | 15            | Bonnie i Clyde                           | Arthur Penn                             | 1967 | Warner Brothers                                     |
| 43.     | King Kong                                | Cooper i Schoedsack | 1933 | 2             |  | 7             | Nocny kowboj                             | John Schlesinger                        | 1969 | United Artists                                      |
| 44.     | Narodziny narodu                         | D.W. Griffith | 1915 | POZA          |  | 7             | Filadelfijska opowieść                   | George Cukor                            | 1940 | Metro Goldwyn Mayer                                 |
| 45.     | Tramwaj zwany pożądaniem                 | Elia Kazan | 1951 | 2             |  | 24            | Jeździec znikąd                          | George Stevens                          | 1953 | Paramount                                           |
| 46.     | Mechaniczna pomarańcza                   | Stanley Kubrick | 1971 | 24            |  | 11            | Ich noce                                 | Frank Capra                             | 1934 | Columbia                                            |
| 47.     | Taksówkarz                               | Martin Scorsese | 1976 | 5             |  | 2             | Tramwaj zwany pożądaniem                 | Elia Kazan                              | 1951 | Warner Brothers                                     |
| 48.     | Szczęki                                  | Steven Spielberg | 1975 | 8             |  | 6             | Okno na podwórze                         | Alfred Hitchcock                        | 1954 | Paramount                                           |
| 49.     | Królewna Śnieżka i siedmiu krasnoludków  | David Hand | 1937 | 15            |  | NOWOŚĆ        | Nietolerancja                            | D.W. Griffith                           | 1916 | Triangle                                            |
| 50.     | Butch Cassidy i Sundance Kid             | George Roy Hill | 1969 | 23            |  | NOWOŚĆ        | Władca Pierścieni: Drużyna Pierścienia   | Peter Jackson                           | 2001 | New Line Cinema                                     |
| 51.     | Filadelfijska opowieść                   | George Cukor | 1940 | 7             |  | 10            | West Side Story                          | Jerome Robbins i Robert Wise            | 1961 | United Artists                                      |
| 52.     | Stąd do wieczności                       | Fred Zinnemann | 1953 | POZA          |  | 5             | Taksówkarz                               | Martin Scorsese                         | 1976 |                                                     |
| 53.     | Amadeusz                                 | Miloš Forman | 1984 | POZA          |  | 26            | Łowca jeleni                             | Michael Cimino                          | 1978 | Universal                                           |
| 54.     | Na Zachodzie bez zmian                   | Lewis Milestone | 1930 | POZA          |  | 2             | MASH                                     | Robert Altman                           | 1970 | 20th Century Fox                                    |
| 55.     | Dźwięki muzyki                           | Robert Wise | 1965 | 15            |  | 15            | Północ, północny zachód                  | Alfred Hitchcock                        | 1959 | Metro Goldwyn Mayer                                 |
| 56.     | MASH                                     | Robert Altman | 1970 | 2             |  | 8             | Szczęki                                  | Steven Spielberg                        | 1975 | Universal                                           |
| 57.     | Trzeci człowiek                          | Carol Reed | 1949 | POZA          |  | 21            | Rocky                                    | John G. Avildsen                        | 1976 | United Artists                                      |
| 58.     | Fantazja                                 | James Algar, Samuel Armstrong, Ford Beebe, Norman Ferguson, Jim Handley, T. Hee, Wilfred Jackson, Hamilton Luske, Bill Roberts, Paul Satterfield i Ben Sharpsteen | 1940 | POZA          |  | 16            | Gorączka złota                           | Charlie Chaplin                         | 1925 | United Artists                                      |
| 59.     | Buntownik bez powodu                     | Nicholas Ray | 1955 | POZA          |  | NOWOŚĆ        | Nashville                                | Robert Altman                           | 1975 |                                                     |
| 60.     | Poszukiwacze zaginionej Arki             | Steven Spielberg | 1981 | 6             |  | 25            | Kacza zupa                               | Leo McCarey                             | 1933 |                                                     |
| 61.     | Zawrót głowy                             | Alfred Hitchcock | 1958 | 52            |  | NOWOŚĆ        | Podróże Sullivana                        | Preston Sturges                         | 1941 |                                                     |
| 62.     | Tootsie                                  | Sydney Pollack | 1982 | 7             |  | 15            | Amerykańskie graffiti                    | George Lucas                            | 1973 | Universal                                           |
| 63.     | Dyliżans                                 | John Ford | 1939 | POZA          |  | NOWOŚĆ        | Kabaret                                  | Bob Fosse                               | 1972 | Allied Artists                                      |
| 64.     | Bliskie spotkania trzeciego stopnia      | Steven Spielberg | 1977 | POZA          |  | 2             | Sieć                                     | Sidney Lumet                            | 1976 | MGM i United Artists                                |
| 65.     | Milczenie owiec                          | Jonathan Demme | 1991 | 9             |  | 48            | Afrykańska królowa                       | John Huston                             | 1951 | United Artists                                      |
| 66.     | Sieć                                     | Sidney Lumet | 1976 | 2             |  | 6             | Poszukiwacze zaginionej arki             | Steven Spielberg                        | 1981 | Paramount                                           |
| 67.     | Przeżyliśmy wojnę                        | John Frankenheimer | 1962 | POZA          |  | NOWOŚĆ        | Kto się boi Virginii Woolf?              | Mike Nichols                            | 1966 |                                                     |
| 68.     | Amerykanin w Paryżu                      | Vincente Minnelli | 1951 | POZA          |  | 30            | Bez przebaczenia                         | Clint Eastwood                          | 1992 | Warner Brothers                                     |
| 69.     | Jeździec znikąd                          | George Stevens | 1953 | 24            |  | 7             | Tootsie                                  | Sydney Pollack                          | 1982 | Columbia                                            |
| 70.     | Francuski łącznik                        | William Friedkin | 1971 | 23            |  | 24            | Mechaniczna pomarańcza                   | Stanley Kubrick                         | 1971 | Warner Brothers                                     |
| 71.     | Forrest Gump                             | Robert Zemeckis | 1994 | 5             |  | NOWOŚĆ        | Szeregowiec Ryan                         | Steven Spielberg                        | 1998 | Dreamworks                                          |
| 72.     | Ben-Hur                                  | William Wyler | 1959 | 28            |  | NOWOŚĆ        | Skazani na Shawshank                     | Frank Darabont                          | 1994 | Warner Brothers                                     |
| 73.     | Wichrowe Wzgórza                         | William Wyler | 1939 | POZA          |  | 23            | Butch Cassidy i Sundance Kid             | George Roy Hill                         | 1969 |                                                     |
| 74.     | Gorączka złota                           | Charlie Chaplin | 1925 | 16            |  | 9             | Milczenie owiec                          | Jonathan Demme                          | 1991 | Orion Pictures                                      |
| 75.     | Tańczący z wilkami                       | Kevin Costner | 1990 | POZA          |  | NOWOŚĆ        | W upalną noc                             | Norman Jewison                          | 1967 | United Artists                                      |
| 76.     | Światła wielkiego miasta                 | Charlie Chaplin | 1931 | 65            |  | 5             | Forrest Gump                             | Robert Zemeckis                         | 1994 | Paramount                                           |
| 77.     | Amerykańskie graffiti                    | George Lucas | 1973 | 15            |  | NOWOŚĆ        | Wszyscy ludzie prezydenta                | Alan J. Pakula                          | 1976 | Warner Brothers                                     |
| 78.     | Rocky                                    | John G. Avildsen | 1976 | 21            |  | 3             | Dzisiejsze czasy                         | Charlie Chaplin                         | 1936 | United Artists                                      |
| 79.     | Łowca jeleni                             | Michael Cimino | 1978 | 26            |  | 1             | Dzika banda                              | Sam Peckinpah                           | 1969 |                                                     |
| 80.     | Dzika banda                              | Sam Peckinpah | 1969 | 1             |  | 13            | Garsoniera                               | Billy Wilder                            | 1960 | United Artists                                      |
| 81.     | Dzisiejsze czasy                         | Charlie Chaplin | 1936 | 3             |  | NOWOŚĆ        | Spartakus                                | Stanley Kubrick                         | 1960 | Universal International                             |
| 82.     | Olbrzym                                  | George Stevens | 1956 | POZA          |  | NOWOŚĆ        | Wschód słońca                            | Friedrich Wilhelm Murnau                | 1927 | 20th Century Fox                                    |
| 83.     | Pluton                                   | Oliver Stone | 1986 | 3             |  | NOWOŚĆ        | Titanic                                  | James Cameron                           | 1997 | Paramount i 20th Century Fox                        |
| 84.     | Fargo                                    | Joel Coen | 1996 | POZA          |  | 4             | Swobodny jeździec                        | Dennis Hopper                           | 1969 | United Artists                                      |
| 85.     | Kacza zupa                               | Leo McCarey | 1933 | 25            |  | NOWOŚĆ        | Noc w operze                             | Sam Wood                                | 1935 | Metro Goldwyn Mayer                                 |
| 86.     | Bunt na Bounty                           | Frank Lloyd | 1935 | POZA          |  | 3             | Pluton                                   | Oliver Stone                            | 1986 | Orion Pictures                                      |
| 87.     | Frankenstein                             | James Whale | 1931 | POZA          |  | NOWOŚĆ        | Dwunastu gniewnych ludzi                 | Sidney Lumet                            | 1957 | United Artists                                      |
| 88.     | Swobodny jeździec                        | Dennis Hopper | 1969 | 4             |  | 9             | Drapieżne maleństwo                      | Howard Hawks                            | 1938 | Warner Brothers                                     |
| 89.     | Patton                                   | Franklin Schaffner | 1970 | POZA          |  | NOWOŚĆ        | Szósty zmysł                             | M. Night Shyamalan                      | 1999 |                                                     |
| 90.     | Śpiewak jazzbandu                        | Alan Crosland | 1927 | POZA          |  | NOWOŚĆ        | Lekkoduch                                | George Stevens                          | 1936 | RKO                                                 |
| 91.     | My Fair Lady                             | George Cukor | 1964 | POZA          |  | NOWOŚĆ        | Wybór Zofii                              | Alan J. Pakula                          | 1982 |                                                     |
| 92.     | Miejsce pod słońcem                      | George Stevens | 1951 | POZA          |  | 2             | Chłopcy z ferajny                        | Martin Scorsese                         | 1990 | Warner Brothers                                     |
| 93.     | Garsoniera                               | Billy Wilder | 1960 | 13            |  | 23            | Francuski łącznik                        | William Friedkin                        | 1971 | 20th Century Fox                                    |
| 94.     | Chłopcy z ferajny                        | Martin Scorsese | 1990 | 2             |  | 1             | Pulp Fiction                             | Quentin Tarantino                       | 1994 | Miramax                                             |
| 95.     | Pulp Fiction                             | Quentin Tarantino | 1994 | 1             |  | NOWOŚĆ        | Ostatni seans filmowy                    | Peter Bogdanovich                       | 1971 |                                                     |
| 96.     | Poszukiwacze                             | John Ford | 1956 | 84            |  | NOWOŚĆ        | Rób, co należy                           | Spike Lee                               | 1989 |                                                     |
| 97.     | Drapieżne maleństwo                      | Howard Hawks | 1938 | 9             |  | NOWOŚĆ        | Łowca androidów                          | Ridley Scott                            | 1982 |                                                     |
| 98.     | Bez przebaczenia                         | Clint Eastwood | 1992 | 30            |  | 2             | Yankee Doodle Dandy                      | Michael Curtiz                          | 1942 | Warner Brothers                                     |
| 99.     | Zgadnij, kto przyjdzie na obiad          | Stanley Kramer | 1967 | POZA          |  | NOWOŚĆ        | Toy Story                                | John Lasseter                           | 1995 | Disney i Pixar                                      |
| 100.    | Yankee Doodle Dandy                      | Michael Curtiz | 1942 | 2             |  | 28            | Ben-Hur                                  | William Wyler                           | 1959 | Metro-Goldwyn-Mayer                                 |